# Kokomo Murase
Kokomo Murase (en japonés: 村瀬心椛, Murase Kokomo; Gifu, 7 de noviembre de 2004) es una deportista japonesa que compite en snowboard, especialista en las pruebas de big air y slopestyle.
Participó en los Juegos Olímpicos de Pekín 2022, obteniendo una medalla de bronce en la prueba de big air.
Ganó dos medallas en el Campeonato Mundial de Snowboard de 2025, oro en big air y plata en slopestyle. Adicionalmente, consiguió once medallas en los X Games de Invierno.

## Medallero internacional
| Juegos Olímpicos   | Juegos Olímpicos | Juegos Olímpicos  | Juegos Olímpicos |
| Año                | Lugar            | Medalla           | Prueba           |
| ------------------ | ---------------- | ----------------- | ---------------- |
| 2022               | Pekín (China)    | Medalla de bronce | Big air          |
| Campeonato Mundial |                  |                   |                  |
| Año                | Lugar            | Medalla           | Prueba           |
| 2025               | Engadina (Suiza) | Medalla de oro    | Big air          |
| 2025               | Engadina (Suiza) | Medalla de plata  | Slopestyle       |

| X Games de Invierno | X Games de Invierno    | X Games de Invierno | X Games de Invierno |
| Año                 | Lugar                  | Medalla             | Prueba              |
| ------------------- | ---------------------- | ------------------- | ------------------- |
| 2018                | Bærum (Noruega)        | Medalla de oro      | Big air             |
| 2019                | Bærum (Noruega)        | Medalla de plata    | Big air             |
| 2020                | Aspen (Estados Unidos) | Medalla de plata    | Big air             |
| 2020                | Aspen (Estados Unidos) | Medalla de bronce   | Slopestyle          |
| 2020                | Hafjell (Noruega)      | Medalla de plata    | Slopestyle          |
| 2023                | Aspen (Estados Unidos) | Medalla de bronce   | Slopestyle          |
| 2024                | Aspen (Estados Unidos) | Medalla de oro      | Big air             |
| 2024                | Aspen (Estados Unidos) | Medalla de oro      | Knuckle huck        |
| 2024                | Aspen (Estados Unidos) | Medalla de plata    | Slopestyle          |
| 2025                | Aspen (Estados Unidos) | Medalla de oro      | Knuckle huck        |
| 2025                | Aspen (Estados Unidos) | Medalla de plata    | Slopestyle          |